# Aiguille du Tour
Aiguilles du Tour
L'aiguille du Tour pour le côté français ou les aiguilles du Tour pour le côté suisse qui culmine à 3 544 m (ou 3 541 m) est un sommet du massif du Mont-Blanc sur la frontière franco-suisse.

## Géographie

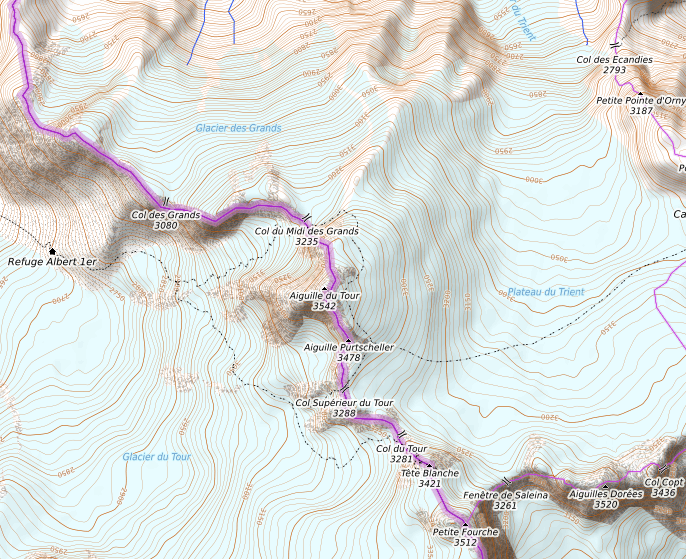
Carte topographique de l'aiguille.

L'aiguille du Tour se situe entre les glaciers du Tour et du Trient. Il comporte deux sommets, nord (3 529 m) et sud (3 544 m), le plus facile et le plus fréquenté étant le sud. L'arête du Tour se prolonge au nord vers l'aiguille du Pissoir et au sud vers l'aiguille Purtscheller.
Du point de vue géologique, l'aiguille du Tour est presque entièrement constituée de protogine, variété de granite de couleur verte.

## Premières ascensions
- 17 août 1864 - Sommet sud par le col supérieur du Tour par Charles Gilbert Heathcote et Moritz Andermatten (voie normale).
- Août 1875 - Sommet nord par l'arête est par Georges et Edouard Beraneck et Émile Javelle .
- 18 juillet 1926 - Sommet sud par l'arête sud-ouest de la Table de Roc par Marcel Dreyfus, A. et R. Duval, Pierre Henry, Marcel Ichac.

## Alpinisme
- Sommet sud : voie normale par le col supérieur du Tour (F).
- Sommet sud : arête sud-ouest de la Table de Roc (AD).
- Sommet sud : face sud, couloir de la Table (AD-).

## Accès
- Refuge Albert-Ier (2 707 m) accessible depuis le village du Tour[4].

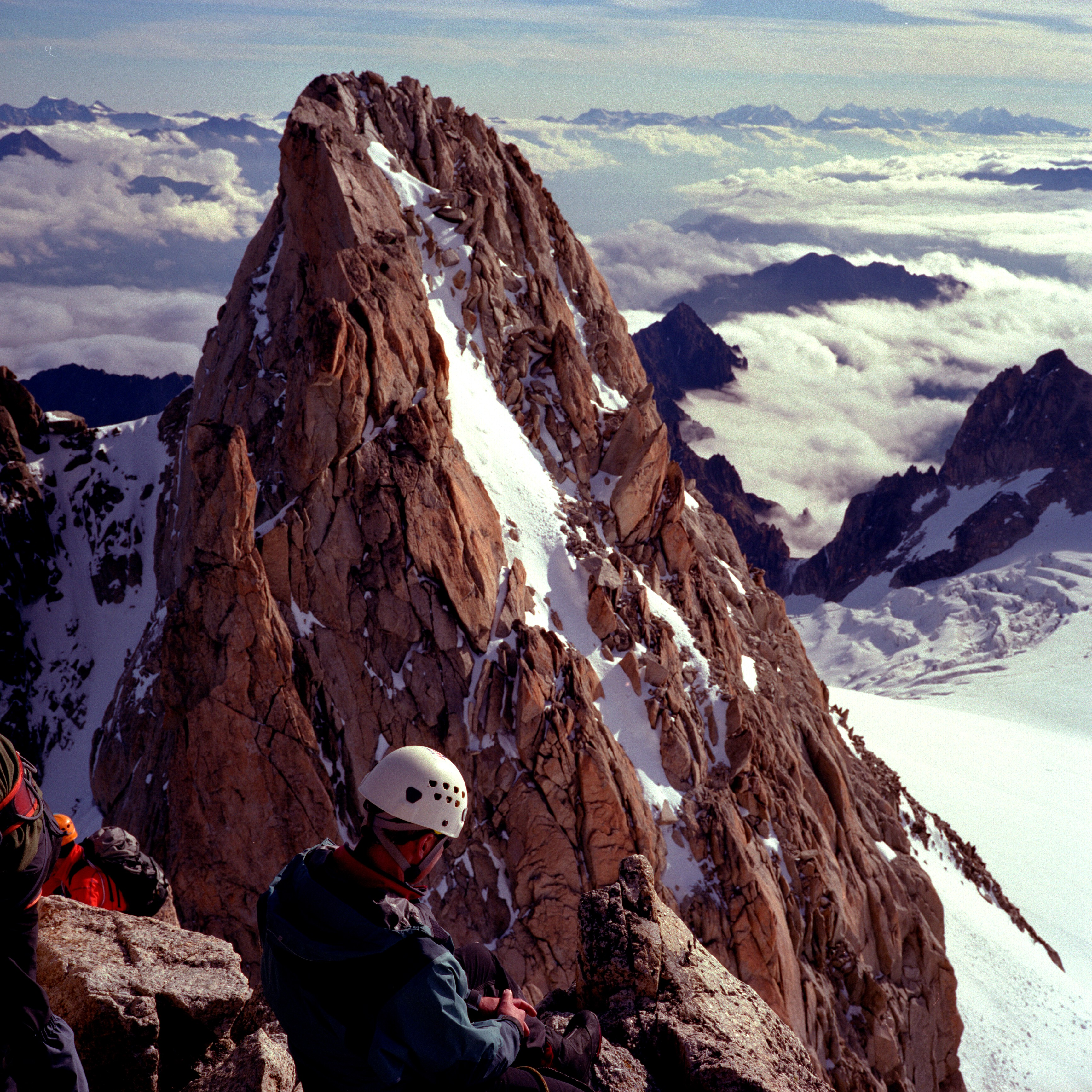
Vue du sommet de l'aiguille du Tour.

- Cabane du Trient (3 170 m).

## Référence littéraire
Dans Toucher le vertige, Arthur Lochmann raconte son ascension de l'aiguille du Tour et en profite pour disserter sur le vertige.